# 青木直子 (言語学者)
青木直子（あおき なおこ）は、日本の言語学者、言語教育学者。

## 来歴・人物
上智大学外国語学研究科言語学専攻博士課程前期修了。Ph.D(Trinity College,Dublin)。産能短期大学助教授、静岡大学教育学部助教授、大阪大学助教授を経て、2004年より大阪大学大学院文学研究科教授。第二言語の習得、在日外国人の日本語教育など、幅広い研究分野を有する。2018年7月8日、病気のため逝去。

## 著書
- 『日本語教育学を学ぶ人のために』（共著）世界思想社 2001年